# HMS Swiftsure (1804)
HMS Swiftsure (Корабль Его Величества «Суифтшюр») — 74-пушечный линейный корабль
третьего ранга. Шестой корабль Королевского 
флота, названный HMS Swiftsure. Первый линейный корабль типа Swiftsure. Относился к так называемым «обычным 74-пушечным кораблям», нёс на верхней орудийной палубе 18-фунтовые пушки. Заложен в феврале 1802 года. Спущен на воду 23 июля 1804 года на частной верфи Генри Адамса в Баклерхарде. Принял участие во многих морских сражениях периода Наполеоновских войн, в том числе в Трафальгарском сражении.

## Служба
После того как Вильнев отплыл из Тулона в Вест-Индию 29 марта 1805 года с эскадрой из одиннадцати линейных кораблей, шести фрегатов и двух шлюпов, Swiftsure в составе эскадры Нельсона устремился за ним в погоню. Британцам так и не удалось обнаружить там франко-испанский флот, а 12 июня Нельсон узнал об уходе союзников и он с 11 кораблями вновь пустился в свою неутомимую погоню. Однако Вильнёв взял курс на Ферроль, а Нельсон на Кадис, полагая что противник направляется в Средиземное море.
21 октября 1805 года Swiftsure, под командованием капитана Уильяма Гордона Рудерферда, входил в состав колонны вице-адмирала Катберта Коллингвуда в битве при Трафальгаре. Swiftsure находился в арьергарде британского флота, а потому прибыл к месту сражения когда битва уже подходила к концу. Swiftsure вступил в бой с 74-пушечным французским кораблем Achille. Бой продолжался в течение 40 минут,и за это время французский корабль был сильно поврежден и илишился фока- и бегин- рея. Затем в бой с Achille вступил 98-пушечный Prince, и Swiftsure отплыл в поисках нового противника. В сражении  Swiftsure лишился и крюйс-стеньги, а его бизань мачта была серьезно повреждена. Он потерял 9 человек убитыми и 8 ранеными.
26 ноября 1813 года шлюпки Swiftsure, под командованием четвертого лейтенанта Уильяма Смита, у мыса Русе острова Корсика были отправлены в погоню за 8-пушечной каперской шхуной Charlemagne с экипажем из 93 человек. Шхуна попыталась уйти, но когда стало очевидно что это её неудастся, открыла огонь по приближающимся шлюпкам. Несмотря на обстрел англичане высадились на баке и корме шхуны и после короткого сражения захватили её. Британские потери во время этой операции составили 5 убитых и 15 раненых. 
В феврале 1814 года Swiftsure входил в состав эскадры вице-адмирала Эдварда Пеллью, которая 13 февраля обнаружила эскадру контр-адмирала Жюльена Космао из трех линейных кораблей и трёх фрегатов, идущую из Тулона в Геную, чтобы встретить только что построенный 74-пушечный корабль Scorpion. Эскадра Пеллью устремилась в погоню, но догнать корабли противника смог лишь передовой Boyne, который обстрелял Romulus, замыкавший французскую линию, нанеся ему небольшие повреждения.
Swiftsure оставался в строю до 1816 года, после чего был отправлен в резерв в Портсмуте. Он находился в резерве до 1819 года, после чего был переоборудован в принимающий корабль. Он оставался в этой роли до 1845 года, когда он был продан на слом.